# Flores, Oaxaca
Flores är en ort i Mexiko.   Den ligger i kommunen Santa María Tlahuitoltepec och delstaten Oaxaca, i den sydöstra delen av landet, 400 km sydost om huvudstaden Mexico City. Flores ligger 1 666 meter över havet och antalet invånare är 339.
Terrängen runt Flores är kuperad åt sydväst, men åt nordost är den bergig. Terrängen runt Flores sluttar västerut. Runt Flores är det ganska tätbefolkat, med 62 invånare per kvadratkilometer. Närmaste större samhälle är Tamazulápam del Espíritu Santo, 7,2 km sydost om Flores. I omgivningarna runt Flores växer i huvudsak blandskog.